# Moosonee
Moosonee è una città del Canada, nel distretto di Cochrane della provincia dell'Ontario.